# Shadwell (stacja kolejowa)
Shadwell – stacja kolejowa w Londynie, na terenie London Borough of Tower Hamlets, zarządzana i obsługiwana przez London Overground jako część East London Line. W latach 1876–2007 należała do sieci metra, podobnie jak cała "stara" East London Line. W roku 2007 skorzystało z niej ok. 1,78 mln pasażerów. Zarówno stacja, jak i cała linia, zostały otwarte po modernizacji w kwietniu 2010 roku, już w ramach sieci kolejowej.
W bezpośrednim sąsiedztwie stacji znajduje się stacja Docklands Light Railway o takiej samej nazwie, co umożliwia dogodne przesiadki. Obie stacje uważane są jednakże za odrębne obiekty.